# Pam Shriver
Pamela Howard Shriver Lazenby, più comunemente nota come Pam Shriver (Baltimora, 4 luglio 1962), è un'ex tennista statunitense.
In carriera si è aggiudicata 21 titoli WTA in singolare, raggiungendo la finale agli US Open del 1978 e spingendosi fino alla posizione n°3 in classifica mondiale. Si è inoltre aggiudicata due volte la Fed Cup con gli Stati Uniti nel 1986 e nel 1989.
Straordinaria doppista, ha formato, insieme a Martina Navrátilová, una delle coppie di doppio più forti della storia del tennis femminile vincendo in tutto ben 111 titoli WTA tra cui 21 tornei dello Slam (completando anche il Grande Slam nel 1984 e il Piccolo Slam tra il 1986 e il 1987), 10 Masters di fine anno e la medaglia d'oro alle Olimpiadi di Seul insieme alla connazionale Zina Garrison, più il Roland Garros 1987 vinto in coppia con Emilio Sánchez nel doppio misto.
Nel 2002 è stata introdotta nell'International Tennis Hall of Fame. A inizio 2023 è diventata super coach nel team della tennista croata Donna Vekić.

## Caratteristiche tecniche
La Shriver era una giocatrice Serve & volley, che scendeva molto spesso a rete. Era supportata in questo da un eccellente gioco di volo. A fondo campo giocava molti colpi in slice, e aveva il rovescio a una mano.

## Carriera
La maggior parte dei titoli di doppio li ha ottenuti insieme a Martina Navrátilová; le due hanno raggiunto ventitré finali Slam vincendone venti e realizzando il Grand Slam nel 1984.
In singolare ha raggiunto la finale degli US Open 1978, persa contro Chris Evert, e nel 1988 la finale del torneo di fine anno persa con Gabriela Sabatini. Nel doppio ha vinto tutti e quattro i tornei del Grande Slam almeno quattro volte a cui vanno sommati dieci tornei di fine anno e l'oro olimpico. Ha vinto uno Slam anche nel doppio misto, al Roland Garros 1978, quando ha trionfato insieme a Emilio Sánchez Vicario.
Complessivamente in carriera ha vinto ventuno tornei come singolarista, arrivando fino alla terza posizione mondiale, centoundici in doppio e uno nel doppio misto.
In Fed Cup ha giocato venti match con la squadra statunitense vincendone diciannove e conquistando il titolo nel 1986 e 1989.
Nel 2002 è stata introdotta nella International Tennis Hall of Fame.

## Vita privata
Nel 2002 ha sposato l'attore australiano George Lazenby. Hanno avuto tre figli, George (nato nel 2004), e i due gemelli Caitlin Elizabeth e Samuel Robert (ad ottobre del 2005). Nel 2011 hanno divorziato. Sostiene il partito repubblicano.

## Finali nel torneo del Grande Slam

### Singolare

#### Finali perse (1)
| Anno | Torneo            | Superficie | Avversaria in finale | Punteggio |
| 1978 | US Open, New York | Cemento    | Chris Evert          | 7–5, 6–4  |

### Doppio

#### Vittorie (21)
| Anno | Torneo                      | Superficie  | Compagna            | Avversarie in finale                 | Punteggio        |
| 1981 | Torneo di Wimbledon, Londra | Erba        | Martina Navrátilová | Kathy Jordan Anne Smith              | 6–3, 7–6(6)      |
| 1982 | Torneo di Wimbledon, Londra | Erba        | Martina Navrátilová | Kathy Jordan Anne Smith              | 6–4, 6–1         |
| 1982 | Australian Open, Melbourne  | Erba        | Martina Navrátilová | Claudia Kohde Kilsch Eva Pfaff       | 6–4, 6–2         |
| 1983 | Torneo di Wimbledon, Londra | Erba        | Martina Navrátilová | Rosemary Casals Wendy Turnbull       | 6–2, 6–2         |
| 1983 | US Open, New York           | Cemento     | Martina Navrátilová | Rosalyn Fairbank Candy Reynolds      | 6(4)–7, 6–1, 6–3 |
| 1983 | Australian Open, Melbourne  | Erba        | Martina Navrátilová | Anne Hobbs Wendy Turnbull            | 6–4, 6–7, 6–2    |
| 1984 | Open di Francia, Parigi     | Terra rossa | Martina Navrátilová | Claudia Kohde Kilsch Hana Mandlíková | 5–7, 6–3, 6–2    |
| 1984 | Torneo di Wimbledon, Londra | Erba        | Martina Navrátilová | Kathy Jordan Anne Smith              | 6–3, 6–4         |
| 1984 | US Open, New York           | Cemento     | Martina Navrátilová | Anne Hobbs Wendy Turnball            | 6–2, 6–4         |
| 1984 | Australian Open, Melbourne  | Erba        | Martina Navrátilová | Claudia Kohde Kilsch Helena Suková   | 6–3, 6–4         |
| 1985 | Open di Francia, Parigi     | Terra rossa | Martina Navrátilová | Claudia Kohde Kilsch Eva Pfaff       | 4–6, 6–2, 6–2    |
| 1985 | Australian Open, Melbourne  | Erba        | Martina Navrátilová | Claudia Kohde Kilsch Helena Suková   | 6–3, 6–4         |
| 1986 | Torneo di Wimbledon, Londra | Erba        | Martina Navrátilová | Hana Mandlíková Wendy Turnbull       | 6–1, 6–3         |
| 1986 | US Open, New York           | Cemento     | Martina Navrátilová | Hana Mandlíková Wendy Turnbull       | 5–7, 6–3, 6–2    |
| 1987 | Australian Open, Melbourne  | Erba        | Martina Navrátilová | Zina Garrison Lori McNeil            | 6–1, 6–0         |
| 1987 | Open di Francia, Parigi     | Terra rossa | Martina Navrátilová | Steffi Graf Gabriela Sabatini        | 6–2, 6–1         |
| 1987 | US Open, New York           | Cemento     | Martina Navrátilová | Kathy Jordan Elizabeth Smylie        | 5–7, 6–4, 6–2    |
| 1988 | Australian Open, Melbourne  | Cemento     | Martina Navrátilová | Chris Evert Wendy Turnball           | 6–0, 7–5         |
| 1988 | Open di Francia, Parigi     | Terra rossa | Martina Navrátilová | Claudia Kohde Kilsch Helena Suková   | 6–2, 7–5         |
| 1989 | Australian Open, Melbourne  | Cemento     | Martina Navrátilová | Patty Fendick Jill Hetherington      | 3–6, 6–3, 6–2    |
| 1991 | US Open, New York           | Cemento     | Nataša Zvereva      | Jana Novotná Larisa Neiland          | 6–4, 4–6, 7–6(5) |

#### Finali perse (5)
| Anno | Torneo                      | Superficie | Compagna            | Avversarie in finale                | Punteggio        |
| 1981 | Australian Open, Melbourne  | Erba       | Martina Navrátilová | Kathy Jordan Anne Smith             | 6–2, 7–5         |
| 1985 | Torneo di Wimbledon, Londra | Erba       | Martina Navrátilová | Kathy Jordan Elizabeth Smylie       | 5–7, 6–3, 6–4    |
| 1985 | US Open, New York           | Cemento    | Martina Navrátilová | Claudia Kohde Kilsch Helena Suková  | 6(5)–7, 6–2, 6–3 |
| 1989 | US Open, New York           | Cemento    | Mary Joe Fernández  | Hana Mandlíková Martina Navrátilová | 5–7, 6–4, 6–4    |
| 1993 | Australian Open, Melbourne  | Cemento    | Elizabeth Smylie    | Gigi Fernández Nataša Zvereva       | 6–4, 6–3         |

### Doppio misto

#### Vittorie (1)
| Anno | Torneo                  | Superficie  | Compagno               | Avversari in finale          | Punteggio   |
| 1987 | Open di Francia, Parigi | Terra rossa | Emilio Sánchez Vicario | Lori McNeil Sherwood Stewart | 6–3, 7–6(4) |